# Cymothoe hyarbita
Cymothoe hyarbita är en fjärilsart som beskrevs av William Chapman Hewitson 1866. Cymothoe hyarbita ingår i släktet Cymothoe och familjen praktfjärilar. Inga underarter finns listade i Catalogue of Life.

## Bildgalleri

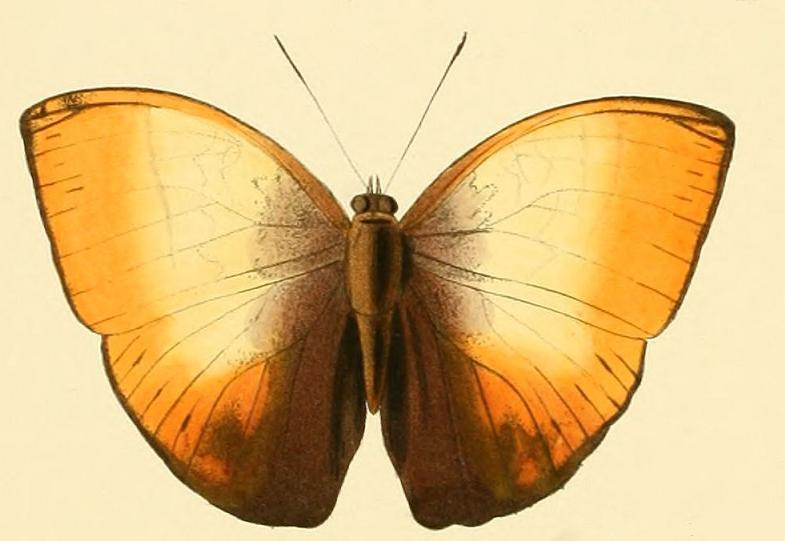
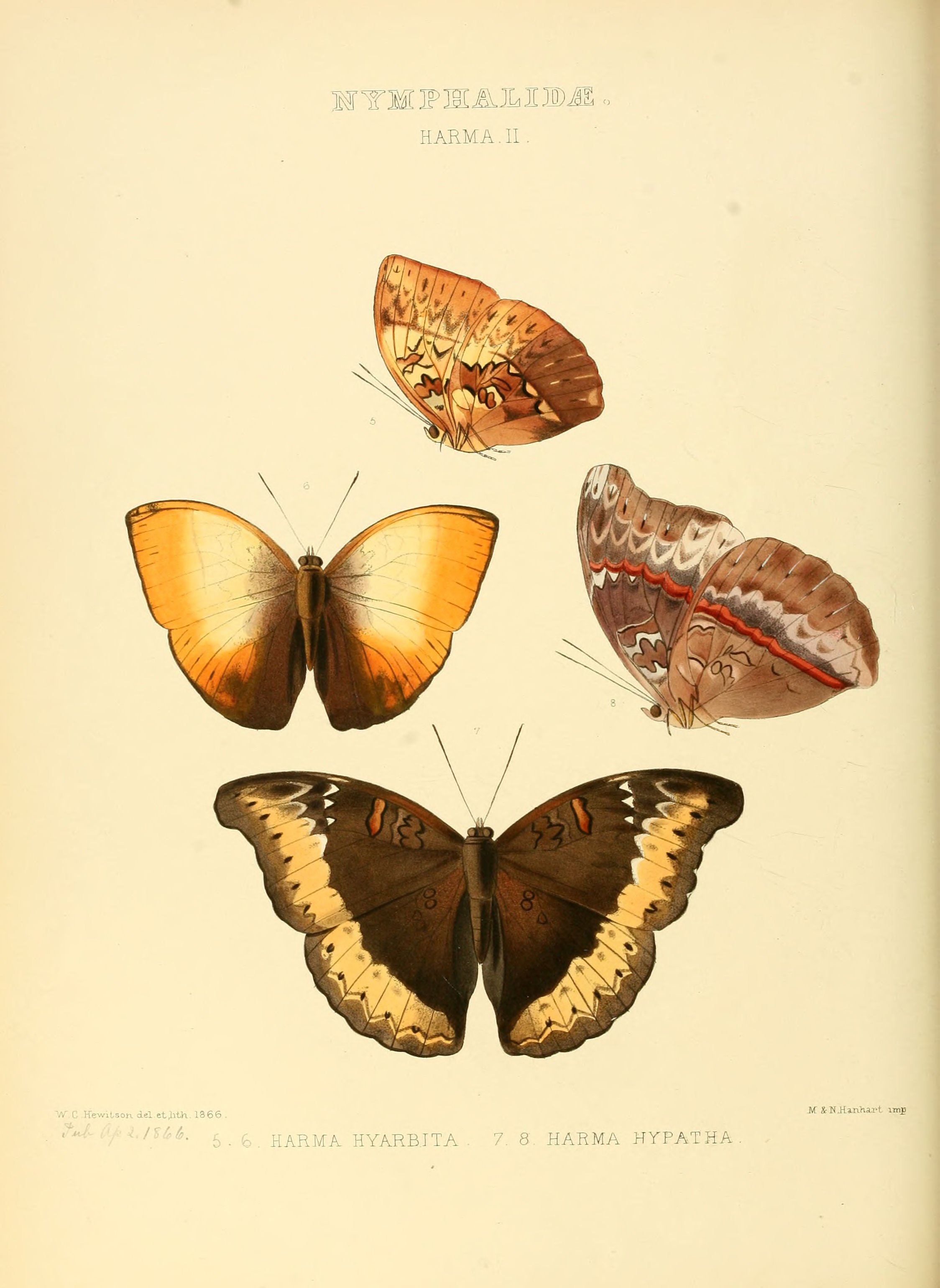